# Herb kraju zlińskiego

Herb kraju zlińskiego

Herb kraju zlińskiego w Czechach to jeden z symboli tego kraju.

## Opis herbu
Tarcza herbowa czwórdzielna w krzyż.
- W polu pierwszym, błękitnym, orzeł[1] w szachownicę srebrno-czerwoną w złotej koronie.
- W polu drugim, złotym, błękitna zamknięta księga o srebrnych stronach ze złotym krzyżem patriarchalnym na okładce.
- W polu trzecim, złotym, dwie skrzyżowane błękitne siekiery o czarnych rękojeściach. Na nich położone błękitne radło, a ponad nimi błękitne winne grono.
- W polu czwartym, błękitnym, złota gwiazda o ośmiu ramionach.

Identyczny wzór posiada heraldyczna flaga kraju.

## Uzasadnienie symboliki herbu
Szachowany srebrno-czerwony orzeł w błękitnym polu to historyczny herb Moraw co najmniej od czasów Przemyślidów. Księga ma przypominać, że kraj ziliński należał do Rzeszy Wielkomorawskiej i objęty był misją chrystianizacyjną świętych Cyryla i Metodego. Pole trzecie symbolizuje różnorodność kraju: górzystą Morawską Wołoszczyznę (Valašsko), rolniczy region Haná i winiarski Slovácko. Gwiazda z czwartego pola pochodzi z herbu Zlina.